# Oha Suta
『Oha Suta』（日语：おはスタ）是日本東京電視台系列聯播網在週一至週五早晨播出的兒童向綜藝節目。該節目在1997年10月1日開始播出，最初的主持人是山寺宏一，現任主持人是木村昴。該節目亦是現在日本商業電視晨間節目中僅次於『鬧鐘電視』的第二長壽的節目。2022年1月19日，該節目實現直播播出5500期，被吉尼斯世界纪录列入世界直播期數最多的兒童向綜藝節目。

## 外部連結
- おはスタ（制作局公式サイト） （页面存档备份，存于）
- おはスタ（小学館集英社プロダクション公式サイト内） （页面存档备份，存于）
- Yahoo!リンク集
- おはスタ公式的X（前Twitter） - 番組の公式アカウント
- おはスタ【裏】的X（前Twitter） - 番組プロデューサーのアカウント
- おはスタ 公式的Instagram帳戶
- YouTube上的おはスタチャンネル頻道